# کارینه دانیلیان
کارینه دانیلیان (Կարինե Սուրենի Դանիելյան؛ زادهٔ ۹ ژوئن ۱۹۴۷ – ۴ آوریل ۲۰۲۲) یک زیست‌شیمی‌دان و سیاستمدار اهل ارمنستان بود که از تاریخ ۱۹۹۱ تا تاریخ ۱۹۹۴ در دولت گاگیک هاروتیونیان، دولت خسرو هاروتیونیان و دولت هراند باگراتیان سمت وزیر محیط زیست ارمنستان را برعهده داشت.

## زندگی‌نامه
در ۹ ژوئن ۱۹۴۷ در ایروان به دنیا آمد و از دانشگاه دولتی ایروان فارغ‌التحصیل شد. وی همچنین برنده نشان آنانیا شیراکاتسی (۲۰۱۲) و شهروند افتخاری ایروان (۲۰۱۴) شده است. وی در دانشگاه دولتی ایروان فعالیت می‌کرد. وی در ۴ آوریل ۲۰۲۲ در سن ۷۴ سالگی درگذشت.